# Travie McCoy
Travie McCoy, właśc. Travis Lazarus McCoy (ur. 6 sierpnia 1981 w Genevie, w stanie Nowy Jork) – amerykański piosenkarz i raper, wokalista zespołu hip-hopowego Gym Class Heroes, znanego z hitów takich jak „Clothes Off” i „Cupid’s Chokehold”. Współpracował także z punk-rockową grupą Fall Out Boy.

## Życiorys
Urodził się w Genevie, w stanie Nowy Jork. Jego ojciec był pochodzenia haitańskiego, a matka ma korzenie irlandzkie i indiańskie. Jako dziecko McCoy przez cztery miesiące poruszał się na wózku inwalidzkim po wypadku na deskorolce; brak mobilności pozwolił mu skupić się na sztuce. Kiedy miał 15 lat, McCoy pracował jako praktykant w salonie tatuażu, a wkrótce potem zaczął tatuować swoich przyjaciół. Uczęszczał do Geneva High School, gdzie poznał perkusistę Matta McGinleya, z którym w 1997 założył zespół Gym Class Heroes. Naukę kontynuował w Munson-Williams-Proctor Arts Institute w Utica, gdzie ukończył wydział sztuk pięknych i ilustracji. Jednak w wieku 20 lat skupił się na swojej pracy tatuaży i karierze muzycznej. Pracował w salonie tatuażu, w ciągu dnia uczył sztuki w Boys & Girls Club, a nocą dorabiał na stacji benzynowej. Żył też z pieniędzy, które zarabiał ze sprzedaży obrazów, zanim grupa Gym Class Heroes odniosła sukces.
Utwory Gym Class Heroes – „Cupid’s Chokehold”, „Clothes Off” i „Cookie Jar” – dotarły na szczyt list przebojów w Stanach Zjednoczonych, Wielkiej Brytanii i Australii. „Cupid’s Chokehold” znalazł się na pierwszym miejscu zestawienia Pop 100 w USA oraz na czwartym Hot 100. Na trzeciej płycie, As Cruel as School Children, wydanej 25 lipca 2006, zamieszczono też utwory nagrane przy współpracy z punkrockowym kwartetem Fall Out Boy.
8 czerwca 2010 ukazał się pierwszy solowy album Traviego zatytułowany Lazarus. Singel „Billionaire” nagrany w duecie z Bruno Marsem trafił na wysokie pozycje w poszczególnych notowaniach rozgłośni radiowych na całym świecie, w USA, Wielkiej Brytanii, Australii, Nowej Zelandii, Kanadzie i Szwecji.
W 2012 pojawił się gościnnie w jednym odcinku sitcomu ABC Malibu Country pt. „Shell Games”.

## Życie prywatne
Od 2006 do lutego 2009 spotykał się z wokalistką Katy Perry, która wystąpiła w teledysku zespołu Gym Class Heroes do „Cupid’s Chokehold”. W styczniu 2009 Perry i McCoy znaleźli się też na okładce czeskiej edycji magazynu „Bravo”.
Na początku marca 2007 McCoy zaczął opowiadać o swoich walkach z opioidami. Stwierdził, że był uzależniony od leków od 15 roku życia. Śmierć jego najlepszego przyjaciela w 2007 doprowadziła McCoya do wycofania się z nałogu i refleksji.

## Problemy z prawem
2 lipca 2008 McCoy został aresztowany po uderzeniu mężczyzny w głowę swoim mikrofonem. Mężczyzna był w tłumie na koncercie w St. Louis. Louis, kiedy wykrzyczał rasistowskie obelgi na McCoya. McCoy zapytał mężczyznę: „Jak mnie właśnie nazwałeś?”. Gdy ochrona usuwała mężczyznę z sali, McCoy wyprowadził mężczyznę na scenę, aby wywołać go przed tłumem. W oświadczeniu publicysta McCoya powiedział, że mężczyzna uderzył McCoya w kolano, które znajdowało się w ortezie po niedawnym nadwyrężeniu. McCoy został później oskarżony o napaść trzeciego stopnia i wydany nakaz aresztowania.
28 października 2010 McCoy został ponownie aresztowany podczas trasy koncertowej w Berlinie za oznaczenie muru berlińskiego. Później został zwolniony za kaucją w wysokości 1500 euro (2081 dolarów) i kontynuował swoją europejską trasę koncertową w Amsterdamie. Zamieścił zdjęcie grafiki na swoim koncie na Twitterze.

## Dyskografia

### Albumy solowe
| Rok  | Album                                                         | Pozycja w notowaniu | Pozycja w notowaniu |
| Rok  | Album                                                         | US                  | UK                  |
| ---- | ------------------------------------------------------------- | ------------------- | ------------------- |
| 2010 | Lazarus - Wydany: 8 czerwca 2010 - Wytwórnia: Fueled by Ramen | 25                  | 69                  |

### Single
| Rok                                                                      | Tytuł                                | Pozycja w notowaniu | Pozycja w notowaniu | Pozycja w notowaniu | Pozycja w notowaniu | Pozycja w notowaniu | Pozycja w notowaniu | Pozycja w notowaniu | Pozycja w notowaniu | Pozycja w notowaniu | Pozycja w notowaniu | Pozycja w notowaniu | Certyfikacja                    | Album   |
| Rok                                                                      | Tytuł                                | POL                 | US                  | US Pop              | US R&B              | US Rap              | AUS                 | CAN                 | NL                  | NZ                  | SWE                 | UK                  | Certyfikacja                    | Album   |
| ------------------------------------------------------------------------ | ------------------------------------ | ------------------- | ------------------- | ------------------- | ------------------- | ------------------- | ------------------- | ------------------- | ------------------- | ------------------- | ------------------- | ------------------- | ------------------------------- | ------- |
| 2010                                                                     | „Billionaire” (featuring Bruno Mars) | 2                   | 4                   | 3                   | 76                  | 9                   | 5                   | 12                  | 4                   | 2                   | 17                  | 3                   | - AUS: Platyna - US: 2× Platyna | Lazarus |
| 2010                                                                     | „Need You”                           | —                   | 106                 | 36                  | —                   | —                   | —                   | —                   | —                   | —                   | —                   | —                   |                                 | Lazarus |
| 2010                                                                     | „We’ll Be Alright”                   | —                   | —                   | —                   | —                   | —                   | —                   | —                   | 82                  | 14                  | —                   | 193                 | - NZ: Złoto                     | Lazarus |
| "—" oznacza, że utwór nie był notowany lub nie został wydany w tym kraju |                                      |                     |                     |                     |                     |                     |                     |                     |                     |                     |                     |                     |                                 |         |